# 蓝思科技

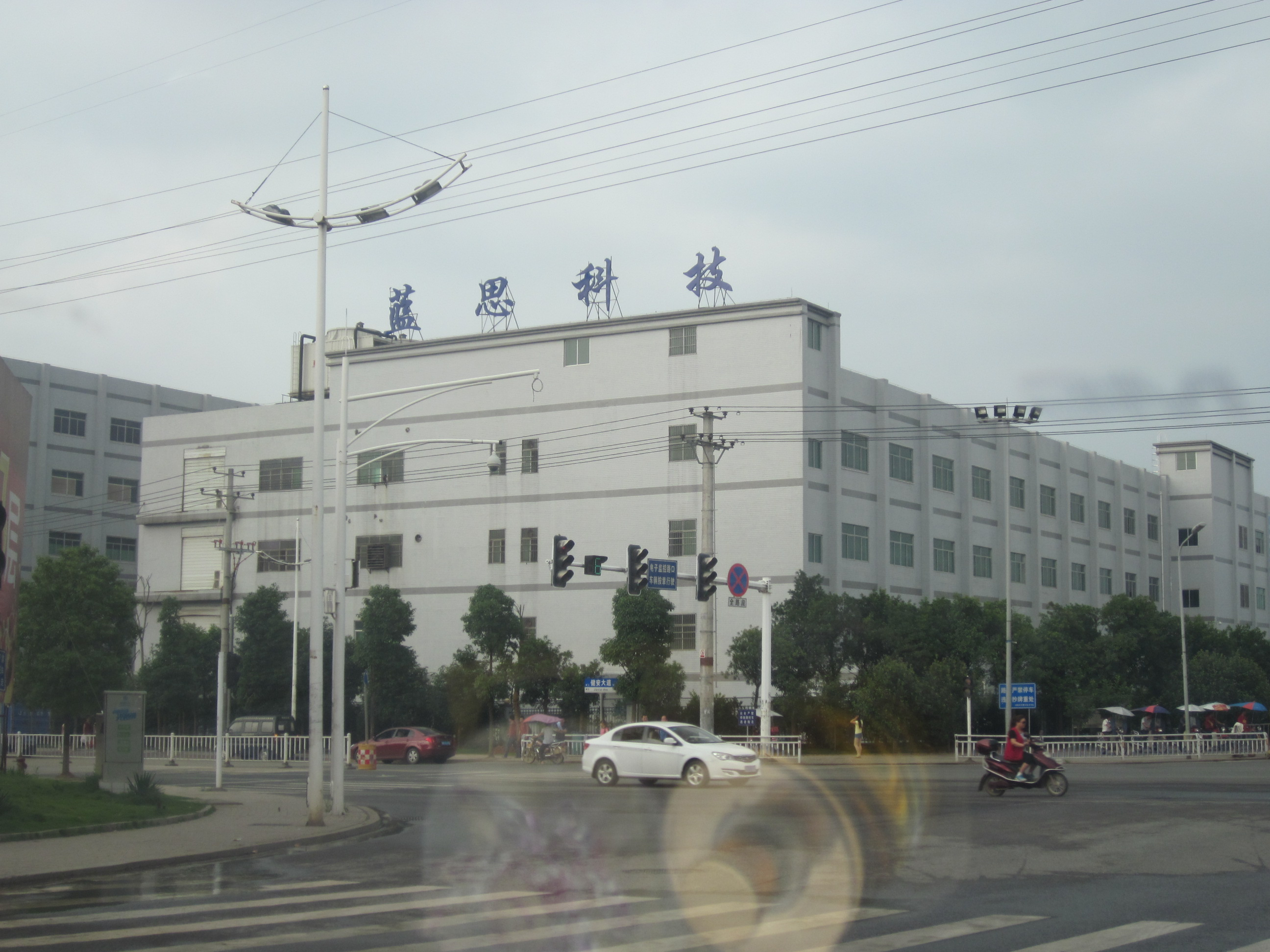
湖南省浏阳市洞阳镇蓝思科技本部。

蓝思科技（英語：Lens Technology，深交所：300433）是中国大陆的一家手机玻璃制造公司，为包括iPhone在内的许多智能移动终端提供玻璃。深圳的蓝思科技始建于2003年7月，湖南的蓝思科技2006年12月，注册资金3000万美元，注册地是湖南长沙国家生物产业基地，蓝思科技一共有10家分公司，分别位于湖南省长沙市星沙、长沙市榔梨镇、浏阳市洞阳镇、湘潭市、江苏省昆山市、广东省深圳市、香港特别行政区等。

## 分公司
- 蓝思科技股份有限公司（浏阳市洞阳镇；本部）
- 蓝思国际（香港）有限公司（香港特别行政区）
- 深圳市蓝思科技有限公司（广东省深圳市）
- 蓝思科技（长沙）有限公司（湖南省长沙市）
- 蓝思旺（深圳）有限公司（广东省深圳市）
- 蓝思科技（湘潭）有限公司（湖南省湘潭市）
- 蓝思华联精瓷有限公司
- 蓝思科技（昆山）有限公司

## 争议
据报道，2020年12月，该公司被指控在其蘋果公司工厂中使用维吾尔穆斯林的强迫劳工，蘋果否認相關指控。